# Moyenneville (Two Tree) Cemetery
Moyenneville (Two Tree) Cemetery is een Britse militaire begraafplaats met gesneuvelden uit de Eerste Wereldoorlog, gelegen in het Franse dorp Moyenneville (Pas-de-Calais). De begraafplaats werd ontworpen door William Cowlishaw en ligt aan Le Chemin du Bois op 1,250 km ten zuidwesten van het dorpscentrum (Église Saint-Bertin). Ze heeft een nagenoeg trapeziumvormig grondplan met een oppervlakte van ongeveer 208 m² en wordt omsloten door een natuurstenen muur. Het Cross of Sacrifice staat in de westelijke hoek op een verhoogde sokkel. Een metalen hekje sluit de begraafplaats af.
Er liggen 49 slachtoffers begraven waaronder 33 geïdentificeerde Britten.
De begraafplaats wordt onderhouden door de Commonwealth War Graves Commission.

## Geschiedenis
Het dorp werd op 17 maart 1917 door de 7th Division bezet maar ging verloren einde maart 1918 tijdens het Duitse lenteoffensief. Op 21 augustus 1918 werd het dorp heroverd door de Guards Division waarna de begraafplaats werd aangelegd. Ze dankt haar naam 
aan twee grote bomen waarvan de stronken nog langs de weg staan.
Van de 33 geïdentificeerde slachtoffers behoorden meer dan de helft tot het West Yorkshire Regiment (Prince of Wales's Own) dat in maart 1918 zesendertig uur stand hield bij de verdediging van het dorp.

### Onderscheiden militairen
- sergeant A. Connor (Scots Guards en korporaal J.W. Langley (The King's (Liverpool Regiment)) werden onderscheiden met de Military Medal (MM).